# Obština Trekljano
Obština Trekljano (bulharsky Община Трекляно) je bulharská jednotka územní samosprávy v Kjustendilské oblasti. Leží v západním Bulharsku, podél hranic se Srbskem, v pohoří Koňavska planina. Správním střediskem je ves Trekljano, kromě ní zahrnuje obština 18 vesnic. Žije zde zhruba 300 stálých obyvatel a jde o bulharskou obštinu s nejmenším počtem obyvatel, přičemž jen 30 jich je mladších než 35 let.

## Sídla
Žádné ze sídel není samosprávné.
- Băzovica
- Brest
- Češljanci
- Dobri Dol
- Dolni Koriten
- Dolno Kobile
- Dragojčinci
- Gabreševci
- Gorni Koriten
- Gorno Kobile
- Kiselica
- Kosovo
- Metochija
- Pobit Kamăk
- Sredorek
- Sušica
- Trekljano (sídlo správy)
- Uši
- Zlogoš

## Sousední obštiny
| Růžice kompasu |                   | Trăn  |       | Růžice kompasu |
| Růžice kompasu |                   | Sever | Zemen | Růžice kompasu |
| Růžice kompasu | Obština Trekljano |       | Zemen | Růžice kompasu |
| Růžice kompasu | Jih               |       | Zemen | Růžice kompasu |
| Růžice kompasu | Kjustendil        |       |       | Růžice kompasu |

## Obyvatelstvo
V obštině žije 303 stálých obyvatel a včetně přechodně hlášených obyvatel 432. Podle sčítáni 1. února 2011 bylo národnostní složení následující:
- Bulhaři: 613 (97.8 %)
- Romové: 12 (1.9 %)
- ostatní: 2 (0.3 %)